# Mark Herzlich
(en) Statistiques sur pro-football-reference
Mark Herzlich Jr, né le 1er septembre 1987 à Kirkwood, dans le Missouri, est un joueur professionnel américain de football américain, jouant au poste de linebacker, qui est actuellement agent libre. Il est signé par les Giants de New York, de la National Football League (NFL), en tant qu'agent libre non drafté, en 2011. Au niveau football américain universitaire, il joue pour les Eagles de Boston College.

## Jeunesse
Herzlich naît à Kirkwood, dans le Missouri, fils de Barbara Read (née Martin), ancienne joueuse de tennis, et de Sandon Mark Herzlich,. La famille juive ashkénaze de son grand-père paternel quitte l'Autriche après l'annexion allemande. Son père est élevé dans la religion juive et se convertit au protestantisme à la naissance de Herzlich. Il a un frère, Bradley Martin, qui est membre de l'équipe de football américain des Bears de l'université Brown.

## Carrière lycéenne
Herzlich fréquente le lycée Conestoga dans le canton de Tredyffrin, en Pennsylvanie, où il obtient les honneurs de la Class First-team AAAA All-State, par l'Associated Press en tant que linebacker de dernière année. Considéré comme un candidat trois étoiles par Rivals.com, Herzlich est recruté par le Boston College, l'université Duke, l'université de la Caroline du Nord, l'université Vanderbilt et l'université de Virginie. Il s'engage en Virginie quelque temps avant de choisir de jouer pour le Boston College. Il enregistre 142 tackles et effectue quatre interceptions en tant que junior et est également aligné en tant que fullback en 2003 et 2004, marquant trois touchdowns offensifs. En 2005, en tant que senior, il enregistre 153 plaquages, dont 48 en solo, et totalise huit plaquages pour perte de yards, dont quatre sacks ; il retourne également un field goal bloqué sur 86 yards pour un touchdown. Il mène les Pioneers à deux titres consécutifs de la Ligue centrale (2004 et 2005) et devient le premier joueur de l'histoire de l'école à remporter trois fois le titre de MVP de l'équipe. Herzlich est également une star de crosse à Conestoga, et reçoit une offre de bourse de l'université Johns-Hopkins pour jouer à la crosse.

## Carrière universitaire
Herzlich s'inscrit au Boston College et participe à 13 matchs des Eagles en tant que freshman. Il est récompensé par les honneurs de College Football News Freshman All-American avec un total de 42 tackles, dont 32 en solo, cinq pour une perte de yards et un sack, une interception et deux fumbles forcées. En deuxième année, il est titulaire des 14 matchs des Eagles et termine la saison à la deuxième place pour le nombre total de tackles avec 97 (55 en solo). Il y ajoute douze plaquages provoquant une perte de yards dont 1,5 sack de quarterback, quatre passes défendues, deux fumbles forcés et deux récupérés. Herzlich commence sa saison junior (2008) en tant que candidat à l'équipe All-Star de pré-saison. Il est nommé sur la liste de surveillance du trophée Lott et du Dick Butkus Award avant la saison. À la fin de la saison, Herzlich est membre de la première équipe All-American et est nommé joueur défensif de l'année de l'Atlantic Coast Conference (ACC). Il est également finaliste pour le Butkus Award et quart de finaliste pour le trophée Lott. Il réalise 110 tackles dont 81 en solo, six interceptions, huit passes défendues, deux fumbles forcés, deux récupérés et 13 tacles pour une perte de yards. En novembre 2008, Herzlich est prévu parmi les quinze premiers choix par de nombreux recruteurs pour le Draft 2009 de la NFL, mais il annonce son retour au Boston College pour la saison 2009.

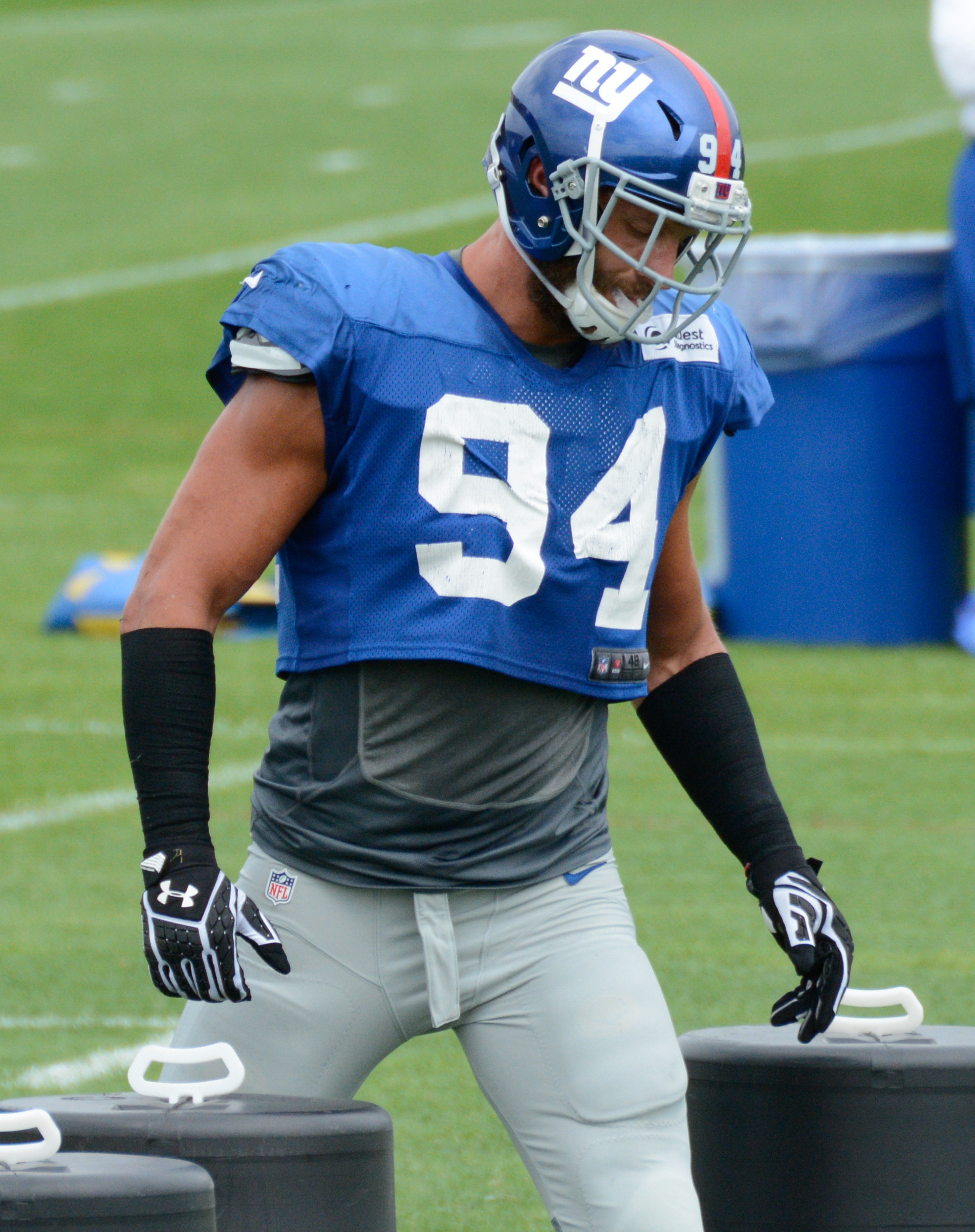
Herzlich in 2016

Herzlich manque toute la saison 2009 en raison du sarcome d'Ewing, une forme rare de cancer des os, qu'il surmonte et qui lui vaut de nombreuses distinctions pour son courage et son dévouement, notamment le Disney Spirit Award (en), le Nils V. « Swede » Nelson Award (en), un trophée Lott honorifique et la Coupe du commissaire de l'ACC.
En 2010, Herzlich revient sur le terrain de football américain et remporte un Rudy Award (en) et le prix Brian Piccolo de l'ACC après avoir commencé les treize matchs et effectué 65 tackles dont cinquante en solo. Il compile également deux fumbles forcées, quatre interceptions et quatre défenses de passe et 3,5 tackles pour une perte de yards.

### Stats NCAA
| Année  | Équipe                   | Statut | MJ |       | Plaquages | Plaquages | Plaquages | Plaquages |       | Interceptions | Interceptions | Interceptions | Interceptions |  | Fumbles | Fumbles |
| Année  | Équipe                   | Statut | MJ | Total | Seul      | Ast.      | Sacks     | Nb.       | Yards | Déf.          | TD            | Nb.           | Rec.          |  |         |         |
| 2006   | Eagles de Boston College | Fr     | 13 | 42    | 32        | 10        | 1,0       | 1         | 0     | 0             | 0             | 0             | 0             |  |         |         |
| 2007   | Eagles de Boston College | SO     | 14 | 97    | 55        | 42        | 1,5       | 1         | 1     | 0             | 0             | 0             | 0             |  |         |         |
| 2008   | Eagles de Boston College | JR     | 14 | 110   | 81        | 29        | 2,5       | 6         | 121   | 0             | 2             | 0             | 0             |  |         |         |
| 2010   | Eagles de Boston College | SR     | 13 | 65    | 50        | 15        | 0,0       | 4         | 17    | 0             | 0             | 0             | 0             |  |         |         |
| Totaux | Totaux                   | Totaux | 54 | 314   | 218       | 96        | 5,0       | 12        | 139   | 0             | 2             | 0             | 0             |  |         |         |

## Carrière professionnelle
Herzlich est invité au NFL Scouting Combine à Indianapolis et réalise les performances suivantes :
| Taille | Poids  | Bras   | Main   | Sprint   | Sprint   | Sprint   | Shuttle 20 yards | 3 cones drill | Détente   | Détente     | Développé couché | Test Wonderlic |
| Taille | Poids  | Bras   | Main   | 40 yards | 10 yards | 20 yards | Shuttle 20 yards | 3 cones drill | verticale | horizontale | Développé couché | Test Wonderlic |
| 1,93 m | 110 kg | 0,82 m | 0,25 m | 5,02 s   | 1,78 s   | 2,92 s   | 4,46 s           | 7,32 s        | 0,82 m    | 2,84 m      | 29 reps          | -              |

Herzlich n'est pas sélectionné lors de la draft 2011 de la NFL, bien qu'il soit invité à assister à l'événement. Après s'être retiré de la draft, Herzlich est sélectionné avec le 51e choix du 10e tour par les Nighthawks d'Omaha lors de la draft de la United Football League (UFL). Malgré cela, Herzlich déclare qu'il attendra un contrat de la NFL plutôt que de rejoindre l'UFL.
Le 26 juillet 2011, les Giants de New York lui font signer un contrat de trois ans d'une valeur de 1,41 million de dollars en tant qu'agent libre non drafté, sur la recommandation du propriétaire, John Mara (en),. Herzlich fait partie de la liste finale des 53 joueurs des Giants. Le 20 novembre 2011, Herzlich fait son premier match de NFL contre les Eagles de Philadelphie.
Devenu agent libre en 2014, il signe de nouveau avec les Giants le 7 mars.
Le 20 mars 2017, Herzlich signe un autre avec les Giants. Le 2 septembre 2017, il est placé en réserve après avoir été blessé dans un camp d'entraînement.
Le 12 mars 2018, Herzlich resigne avec les Giants, mais ceux-ci le libèrent le 1er septembre.

### Statistiques NFL
| Année  | Équipe             | MJ     |       | Plaquages | Plaquages | Plaquages | Plaquages |       | Interceptions | Interceptions | Interceptions | Interceptions |  | Fumbles | Fumbles |
| Année  | Équipe             | MJ     | Total | Seul      | Ast.      | Sacks     | Nb.       | Yards | Déf.          | TD            | Nb.           | Rec.          |  |         |         |
| 2011   | Giants de New York | 11     | 12    | 8         | 4         | 0,0       | 0         | 0     | 0             | 0             | 0             | 0             |  |         |         |
| 2012   | Giants de New York | 16     | 30    | 22        | 8         | 0,0       | 0         | 0     | 0             | 0             | 0             | 0             |  |         |         |
| 2013   | Giants de New York | 16     | 42    | 32        | 10        | 0,0       | 0         | 0     | 1             | 0             | 0             | 0             |  |         |         |
| 2014   | Giants de New York | 15     | 52    | 35        | 17        | 1,0       | 0         | 0     | 2             | 0             | 0             | 1             |  |         |         |
| 2015   | Giants de New York | 16     | 30    | 17        | 13        | 0,0       | 0         | 0     | 0             | 0             | 1             | 0             |  |         |         |
| 2016   | Giants de New York | 14     | 7     | 4         | 3         | 0,0       | 0         | 0     | 0             | 0             | 0             | 1             |  |         |         |
| Totaux | Totaux             | Totaux | 173   | 118       | 55        | 1,0       | 0         | 0     | 3             | 0             | 1             | 2             |  |         |         |

## Vie privée
Le 14 mai 2009, Herzlich annonce qu'on lui a diagnostiqué le sarcome d'Ewing, une forme rare de cancer des os, précisant dans un communiqué de presse :

« J'ai évidemment été choqué. J'avais été extrêmement concentré sur la préparation de ma dernière saison au Boston College et sur la vie qui allait suivre. Maintenant, je dois canaliser toute cette énergie pour affronter mon adversaire le plus coriace jusqu'à présent, et c'est exactement ce que je vais faire... À ce stade, je ne sais pas ce que cela signifie pour mon avenir de footballeur, mais je suis déterminé à débarrasser mon corps de cette maladie afin de pouvoir remettre cet uniforme. Je vous remercie d'avance pour vos prières et votre sollicitude. Ensemble, nous allons nous battre et gagner »

Le 29 septembre 2009, il annonce qu'il n'a plus de cancer. Cela est confirmé par les médecins de l'équipe. Il l'annonce publiquement lors du ESPN and Home Depot College Gameday Special au Boston College le 3 octobre 2009. Il est absent le reste de la saison et revient en 2010, enregistrant cinq plaquages (trois en solo) lors de la victoire 38-20 contre les Wildcats de l'université d'État de Weber, le match d'ouverture de la saison.
Bien qu'il n'ait pas joué au football américain universitaire en 2009, il reçoit le Disney's Wide World of Sports Spirit Award pour avoir vaincu le cancer, ainsi que le Nils V. "Swede" Nelson Award pour son esprit sportif. En janvier 2011, il a reçu le prix de l'« athlète le plus courageux » de la Philadelphia Sports Writers Association.
En 2017, il fait partie du comité exécutif de la National Football League Players Association en compagnie de joueurs comme Adam Vinatieri, Benjamin Watson, Lorenzo Alexander, Sam Acho, Richard Sherman, Michael Thomas, Thomas Morstead, Russell Okung et Zak DeOssie.
Depuis 2018, Herlich est trésorier de la National Football League Players Association (NFLPA),.